# Campeonato Nacional da Divisão de Honra 2023
Der Campeonato Nacional da Divisão de Honra 2023 war die dritthöchste Spielklasse im Fußball auf der Insel São Tomé, einem Teilstaat des afrikanischen Inselstaates São Tomé und Príncipe. Die Saison wurde mit zehn Mannschaften ausgetragen. Jede Mannschaft absolvierte 18 Spiele in einer Hin- und Rückrunde.
| Pl.                    | Verein                   | Sp. | S  | U | N  | Tore    | Diff. | Punkte |
| ---------------------- | ------------------------ | --- | -- | - | -- | ------- | ----- | ------ |
| 1.                     | AD Kê Morabeza           | 18  | 11 | 6 | 1  | 037:140 | +23   | 39     |
| 2.                     | Ribeira Peixe (A)        | 18  | 9  | 6 | 3  | 039:180 | +21   | 33     |
| 3.                     | Desportivo Otótó         | 18  | 9  | 5 | 4  | 035:240 | +11   | 32     |
| 4.                     | Benfica Porto Alegre (A) | 18  | 8  | 3 | 7  | 020:220 | −2    | 27     |
| 5.                     | CD Conde                 | 18  | 6  | 5 | 7  | 022:240 | −2    | 23     |
| 6.                     | Marítimo Micoló          | 18  | 6  | 5 | 7  | 025:300 | −5    | 23     |
| 7.                     | Boavista FC              | 18  | 5  | 7 | 6  | 024:200 | +4    | 22     |
| 8.                     | Andorinha SC             | 18  | 6  | 3 | 9  | 029:350 | −6    | 21     |
| 9.                     | Varzim SC                | 18  | 6  | 3 | 9  | 021:250 | −4    | 21     |
| 10.                    | Diogo Vaz                | 18  | 0  | 5 | 13 | 011:510 | −40   | 05     |
| Stand: Saisonende 2023 |                          |     |    |   |    |         |       |        |

Platzierungskriterien: 1. Punkte – 2. Tordifferenz – 3. geschossene Tore